# Єпископат Антіохійської православної церкви
У списку представлені архієреї Антіохійської православної церкви (Антіохійського Патріархату).
Єпископат Антіохійської православної церкви налічує (на 9 грудня 2018 року) 44 людини, в тому числі предстоятель церкви патріарх Іоанн X, 22 митрополита (в тому числі один вікарний), 18 єпископів (в тому числі 12 вікарних), 3 архієрея на спокої.
Список складений в порядку старшинства єпископської хіротонії (дата в дужках після імені).
Найстарший за віком архієрей Антіохійської православної церкви — митрополит на спокої, колишній Горно-Ліванський Георгій (Ходр) (1923 року народження); наймолодший — митрополит Буенос-Айреський Яків (Ель-Хурі) (1987 року народження).

## Патріаршество патріархаФеодосія VI

### Хіротонії 1966 року
1. Спірідон (Хурі), митрополит, колишній Іліопольський і Селевкійський (26 вересня 1966; на спокої з 26 червня 2015)

### Хіротонії 1970 року
1. Георгій (Ходр), митрополит, колишній Горно-Ліванський (Біблський) (15 лютого 1970; на спокої з 27 квітня 2018)

## Патріаршество патріархаІгнатія IV

### Хіротонії 1979 року
1. Ілля (Ауді), митрополит Бейрутський (18 листопада 1979, на кафедрі з 6 лютого 1980)

### Хіротонії 1984 року
1. Ілля (Кфурі), митрополит Тірський і Сидонський (Сурський) (25 липня 1984, на кафедрі з 24 липня 1995)

### Хіротонії 1988 року
1. Георгій (Абу Захам), митрополит Хомсський (Емесський) (26 жовтня 1988, на кафедрі з 5 жовтня 1999)
2. Нифон (Сайкалі), митрополит Філіппопольський, вікарій патріарха Антіохійського (13 листопада 1988, на кафедрі з дня хіротонії)
3. Сергій (Абад), митрополит Сант'язький (4 грудня 1988, на кафедрі з 8 жовтня 1996)

### Хіротонії 1991 року
1. Йосиф (аль-Зехлауї), архієпископ Нью-Йоркський, митрополит Північно-Американський (8 травня 1991, на кафедрі з 3 липня 2014)

### Хіротонії 1992 року
1. Василій (Єссей), епископ Вічитський і Середньоамериканський (31 травня 1992, на кафедрі з 9 жовтня 2003)
2. Дамаскін (Мансур), митрополит Сан-Паульський (14 вересня 1992, на кафедрі з 1 жовтня 1997)

### Хіротонії 1995 року
1. Іоанн (Язіджі), патріарх Антіохійський і всього Сходу (24 січня 1995, на кафедрі з 17 грудня 2012)
2. Василий (Мансур), митрополит Аккарський (Аркадійський) (24 січня 1995, на кафедрі з 17 червня 2008)
3. Моїсей (Хурі), епископ Дарайський, вікарій патриарха Антиохійського (24 січня 1995, на кафедрі з дня хіротонії)
4. Димитрий (Хурі), епископ Габальский, вікарій Північно-Американської архієпископії (12 березня 1995; на спокої з 2004 року)

### Хіротонії 1997 року
1. Савва (Эспер), митрополит Бострийский (20 грудня 1997, на кафедрі з 6 травня 1999)

### Хіротонії 1999 року
1. Гаттас (Хазим), митрополит Багдадський и Кувейтський (26 жовтня 1999, на кафедрі з 8 жовтня 2014)
2. Лука (Хури), єпископ Сейднайский, вікарій патриарха Антиохійського (1999, на кафедрі з дня хіротонії)

### Хіротонії 2000 року
1. Павел (Язиджи), митрополит Веррийский и Александреттский (Алеппский) (20 жовтня 2000, на кафедрі з дня хіротонії)

### Хіротонії 2004 року
1. Фома (Джозеф), єпископ Чарльстонский, Оклендский и Среднеатлантический (3 грудня 2004, на кафедрі з дня хіротонії)
2. Александр (Муфаридж), єпископ Оттавский, Східної Канади і Верхнього Нью-Йорка (5 грудня 2004, на кафедрі з дня хіротонії)

### Хіротонії 2006 року
1. Силуан (Муса), митрополит Горно-Ліванський (Біблський) (15 жовтня 2006, на кафедрі з 27 квітня 2018)

### Хіротонії 2009 року
1. Єфрем (Кіріакос), митрополит Тріполійський і Куринський (18 жовтня 2009, на кафедрі з дня хіротонії)

### Хіротонії 2011 року
1. Ісаак (Баракат), митрополит Німецький і Центральноєвропейський (10 липня 2011, на кафедрі з 15 жовтня 2013)
2. Ігнатий (Самаан), митрополит Мексиканський (10 липня 2011, на кафедрі з 4 жовтня 2017)
3. Николай (Баалбаки), митрополит Епифанийський (Хамський) (10 липня 2011, на кафедрі з 7 червня 2017)
4. Афанасій (Фахд), митрополит Лаодикийський (17 липня 2011, на кафедрі з 25 квітня 2018)
5. Димитрий (Шарбак), єпископ Баніяський, вікарій Аккарської митрополії (17 липня 2011, на кафедрі з дня хіротонії)
6. Ілля (Туме), єпископ Артусський, вікарій Аккарской митрополии (17 липня 2011, на кафедрі з дня хіротонії)
7. Игнатий (Аль-Хуши), митрополит Французький, Західної і Північної Європи (24 липня 2011, на кафедрі з 15 жовтня 2013)
8. Константин (Кайял), єпископ Хрисопольський, вікарій патриарха Антиохійського (31 липня 2011, на кафедрі з дня хіротонії)
9. Іоанн (Хайкал), єпископ Пальмирський, вікарій митрополии Франции, Западной и Южной Европы (6 серпня 2011, на кафедрі з дня хіротонії)
10. Єфрем (Маалюли), єпископ Селевкийський, вікарій митрополии Германии и Центральной Европы (28 серпня 2011, на кафедрі з дня хіротонії)
11. Роман (Дауд), єпископ Едесский, вікарій Сан-Паульской и Бразильской митрополии (6 листопада 2011, на кафедрі з дня хіротонії)
12. Антоній (Майклз), єпископ Толедський и Середне-Західної Америки (11 грудня 2011, на кафедрі з дня хіротонії)
13. Іоанн (Абдала), єпископ Вустерський и Новоанглійський (11 грудня 2011, на кафедрі з дня хіротонії)
14. Николай (Озон), єпископ Майамський и Юго-Восточной Америки (11 грудня 2011, на кафедрі з 3 серпня 2017)

## Патріаршество патріархаІоанна X

### Хіротонії 2014 року
1. Григорий (Хури Абдаллах), єпископ Эмиратский, вікарій патриарха Антиохийского (16 листопада 2014, на кафедрі з дня хіротонії)
2. Кайс (Садик), єпископ Эрзурумский, вікарій патриарха Антиохийского (23 листопада 2014, на кафедрі з дня хіротонії)

### Хіротонії 2015 року
1. Силуан (Онер), митрополит Британський і Ірландський (30 серпня 2015, на кафедрі з дня хіротонії)
2. Іона (Аль-Сури), митрополит Илиопольский и Селевкийский (Захлийский) (14 листопада 2015, на кафедрі з дня хіротонії)

### Хіротонії 2017 року
1. Іоанн (Баташ), єпископ Сергиопольский, вікарій патриарха Антіохійського (12 листопада 2017, на кафедрі з дня хіротонії)
2. Василій (Кодсие), митрополит Австралийский и Новозеландський (19 листопада 2017, на кафедрі з дня хіротонії)
3. Феодор (Гандур), єпископ Апамейський, вікарій патриарха Антіохійського (26 листопада 2017, на кафедрі з дня хіротонії)

### Хіротонії 2018 року
1. Яків (Эль-Хурі), митрополит Буенос-Айресський (9 грудня 2018, на кафедрі з дня хіротонії)

## Колишні архієреї Антіохійської православної церкви, які зараз перебувають в юрисдикції іншої помісної церкви
1. Марк (Меймон), архієпископ, колишній єпископ Толедський і Середнього Заходу (5 грудня 2004; на кафедрі до 22 жовтня 2010; 1 січня 2011 прийнятий до юрисдикції Православної Церкви в Америці)